# PEACH!!
『PEACH!!』（ピーチ）は、川島よしおによる日本の4コマ漫画。『まんがタイム』（芳文社）にて2006年3月号から2011年7月号にかけて連載された。

## 概要
山形県のとある温泉街に、女子高生が女将を務める温泉旅館「桃の湯」があるという…。この物語は、私立聖愛学園「温泉部」に所属する女子高生と、その常連客であるOLとの触れ合いを描いたものである。
なお、連載開始から作品は全て2色カラーにて掲載されており、単行本1巻も同様であったが、2巻でオール4色カラーが採用された（『まんがタイム』誌面においては引き続き2色カラーで掲載されている）。

## 登場人物
広能（ひろの）
学校の部活動として存在する「温泉部」部長にして「桃の湯」女将で、板前もこなす。体格が小さいためか、子供扱いされるのを嫌う。ウンチクを披露するのが好きで、先にウンチクを言われるとすぐスネる。お客へのサービス充実のために酒の味を確かめたりタバコを常に持ち歩いたりして、それが発覚する度に学校から停学処分を受けている。
武田（たけだ）
温泉部副部長。ヌボーとしていて勘違いから変なことを言うことがあるが、広能を支えるしっかり者である。家が地元の大地主で、近所の人や市場の従業員、さらには遠く東京の築地の魚市場でも名は知れており彼らからは「お嬢」と呼ばれている。「桃の湯」は武田の実家の離れであり学校に施設を貸与する形で運営している。
槙原（まきはら）
眼鏡の温泉部部員。眼鏡をはずすとそばかすキャラになる。連載初期は広能、武田と共に主役であったが、次第に登場しなくなった。
山守（やまもり）
私立聖愛学園教諭で温泉部顧問。
岩井（いわい）
「桃の湯」の常連客。普段は所謂「丸の内OL」で、ヒマさえあれば「桃の湯」に癒しを求めてやってくる。酒好きで酔っぱらってはどこでも寝ている、食べる事へのこだわりが強いが好き嫌いも多い。性格は姉御肌だが、涙もろい一面もある。また変装で「温泉仮面」を名乗って地元住民と触れ合っていたり、「色っぽい広能」として高校の生徒となったりする。
相原（あいはら）
岩井の会社の後輩（大学時代からの後輩で、サークルも同じ）。岩井の旅のお供として「桃の湯」にやってくることが多い。大食い。岩井同様酒好きだが、甘いものも好き。おっとりした眼鏡っ娘。彼女もまた変装で高校の生徒となり、他生徒からは「背の高い広能」と呼ばれている。
その他の客
連載初期は老若男女いろいろな客が登場したが、2巻発行現在は岩井、相原以外の客が登場することは少ない。
ちなみに、岩井には、相原を供にする以前にも別の連れがいたこともあり、一度だけ男性と宿泊したこともある。

## 書籍情報
川島よしお 『PEACH!!』 芳文社〈まんがタイムコミックス〉、既刊2巻（2010年9月現在）
- 第1巻（オール2色カラー） 2008年5月22日発行（5月7日発売）、ISBN 978-4-8322-6637-7
- 第2巻（オールカラー） 2010年8月22日発行（8月7日発売）、ISBN 978-4-8322-6875-3